# Puchar Świata w kombinacji norweskiej 1986/1987
Sezon 1986/1987 Pucharu Świata w kombinacji norweskiej rozpoczął się 13 grudnia 1986 w kanadyjskim Canmore, zaś ostatnie zawody z tego cyklu zaplanowano w norweskim Oslo, 19 marca 1987 roku. 
Zawody odbyły się w 8 krajach: Finlandii, Francji, Kanadzie, Norwegii, NRD, RFN, Szwecji oraz Związku Radzieckim.
Obrońcą Pucharu Świata był reprezentant RFN Hermann Weinbuch. W tym sezonie triumfował Norweg Torbjørn Løkken, który wygrał 3 z 9 zawodów.

## Kalendarz zawodów
| 1. | 13 grudnia 1986   | Canmore        | Gundersen K90/15 km                                                        | Torbjørn Løkken                                                            | Espen Andersen                                                             | Allar Levandi                                                              |                                                                            |                                                                            |
| 2. | 30 grudnia 1986   | Oberwiesenthal | Gundersen K90/15 km                                                        | Hippolyt Kempf                                                             | Allar Levandi                                                              | Ján Klimko                                                                 |                                                                            |                                                                            |
| 3. | 3 stycznia 1987   | Schonach       | Gundersen K90/15 km                                                        | Hubert Schwarz                                                             | Wasilij Sawin                                                              | Hippolyt Kempf                                                             |                                                                            |                                                                            |
| 4. | 10 stycznia 1987  | Reit im Winkl  | Gundersen K90/15 km                                                        | Fredy Glanzmann                                                            | Torbjørn Løkken                                                            | Klaus Sulzenbacher                                                         |                                                                            |                                                                            |
| 5. | 17 stycznia 1987  | Autrans        | Gundersen K90/15 km                                                        | Torbjørn Løkken                                                            | Fredy Glanzmann                                                            | Klaus Sulzenbacher                                                         |                                                                            |                                                                            |
| MŚ | 12-21 lutego 1987 | Oberstdorf     | Kombinacja norweska na Mistrzostwach Świata w Narciarstwie Klasycznym 1987 | Kombinacja norweska na Mistrzostwach Świata w Narciarstwie Klasycznym 1987 | Kombinacja norweska na Mistrzostwach Świata w Narciarstwie Klasycznym 1987 | Kombinacja norweska na Mistrzostwach Świata w Narciarstwie Klasycznym 1987 | Kombinacja norweska na Mistrzostwach Świata w Narciarstwie Klasycznym 1987 | Kombinacja norweska na Mistrzostwach Świata w Narciarstwie Klasycznym 1987 |
| 6. | 27 lutego 1987    | Lahti          | Gundersen K90/15 km                                                        | Thomas Müller                                                              | Hermann Weinbuch                                                           | Hubert Schwarz                                                             |                                                                            |                                                                            |
| 7. | 6 marca 1987      | Falun          | Gundersen K90/15 km                                                        | Torbjørn Løkken                                                            | Thomas Müller                                                              | Hermann Weinbuch                                                           |                                                                            |                                                                            |
| 8. | 13 marca 1987     | Leningrad      | Gundersen K90/15 km                                                        | Wasilij Sawin                                                              | Hermann Weinbuch                                                           | Thomas Müller                                                              |                                                                            |                                                                            |
| 9. | 19 marca 1987     | Oslo           | Gundersen K115/15 km                                                       | Hermann Weinbuch                                                           | Trond-Arne Bredesen                                                        | Torbjørn Løkken                                                            |                                                                            |                                                                            |

## Klasyfikacje
| Lp.   | Zawodnik            | Punkty |
| 1.    | Torbjørn Løkken     | 146    |
| 2.    | Hermann Weinbuch    | 100    |
| 3.    | Hippolyt Kempf      | 90     |
| 4.    | Hubert Schwarz      | 89     |
| 4.    | Thomas Müller       | 86     |
| 6.    | Allar Levandi       | 73     |
| 7.    | Wasilij Sawin       | 72     |
| 8.    | Klaus Sulzenbacher  | 68     |
| 8.    | Trond-Arne Bredesen | 66     |
| 10.   | Fredy Glanzmann     | 52     |
| . . . |                     |        |
| 16.   | Tadeusz Bafia       | 23     |

| Lp. | Zawodnik       | Punkty |
| 1.  | Norwegia       | 369    |
| 2.  | RFN            | 316    |
| 3.  | ZSRR           | 200    |
| 4.  | Szwajcaria     | 174    |
| 5.  | Austria        | 96     |
| 6.  | Japonia        | 62     |
| 7.  | Finlandia      | 40     |
| 8.  | Polska         | 23     |
| 8.  | Czechosłowacja | 23     |
| 10. | Francja        | 19     |